# Die Wespen
Die Wespen (altgriechisch Σφῆκες Sphḗkes) ist der Titel einer Komödie des griechischen Dichters Aristophanes. Sie wurde bei den Lenäen des Jahres 422 v. Chr. mit dem zweiten Preis ausgezeichnet, womit sie hinter Aristophanes’ zweiter Aufführung Proagon und vor Leukons Gesandten eingestuft wurde.

## Inhalt
In dieser Komödie nimmt sich Aristophanes das athenische Justizwesen, das von der Prozesssucht vieler Athener wesentlich beeinflusst wird, zur Brust. Wie schon in anderen Stücken ist es Kleon, auf den in besonderem Maße angespielt wird, und zwar einerseits auf dessen Niederlage in einem aktuellen Unterschlagungsprozess, andererseits auf die von ihm vorgenommene Erhöhung des Richtersolds auf drei Obolen. Letzteres gereicht im Stück dem älteren Manne Philokleon („Freund des Kleon“) zum Vorteil, da er sich für diesen Lohn als Richter von den Demagogen missbrauchen lässt. Wie das Gros seiner Mitbürger ist er dem Beruf regelrecht verfallen, großtuerisch fällt er Urteile mit seinem Griffel, der mit einem Wespenstachel gleichgesetzt wird. Sein Sohn Bdelykleon („Feind des Kleon“) will diesem Treiben ein Ende setzen und sperrt den Vater in seinem Haus ein. Das Motiv des Generationskonflikts tritt also auch hier auf. Zwar beschwert sich der Vater beim Chor, der zum Großteil aus ihm zugeneigten Personen besteht, doch letztendlich findet sein Kind die überzeugenderen Argumente und macht allen klar, wie sehr die Gerichtsherren ausgenutzt werden. Vorerst wird Philokleon zu Hause ein Gerichtshof eingerichtet, doch auf wundersame Weise wird er später durch Dionysos komplett geheilt, worauf ein abschließendes Festmahl folgt. Er betrinkt sich dabei und wird aufgrund seines ausgelassenen Verhaltens nun selbst mit Prozessen wegen Beleidigung und Sachbeschädigung bedroht.

## Neuzeitliche Wahrnehmung
Das Stück diente neben Der Frieden zu Beginn des 17. Jahrhunderts an der St.-Johann-Kirche in Hamburg als Schulliteratur. Jean Racine ließ sich von den Wespen für seine einzige Komödie Les Plaideurs (Die Prozessierenden, 1668) inspirieren.

## Ausgaben und Übersetzungen
- Zachary P. Biles, Stuart Douglas Olson (Hrsg.): Aristophanes: Wasps. Oxford University Press, Oxford 2015, ISBN 978-0-19-969940-7 (kritische Edition mit Kommentar)
- Lutz Lenz (Hrsg.): Aristophanes: Wespen. De Gruyter, Berlin 2014, ISBN 978-3-11-023896-9 (kritische Edition, deutsche Übersetzung und Kommentar)
- Douglas M. MacDowell (Hrsg.): Aristophanes: Wasps. Clarendon Press, Oxford 1971, ISBN 0-19-814182-3 (kritische Edition mit Kommentar)